# Lepidodexia apolinari
Lepidodexia apolinari är en tvåvingeart som beskrevs av Guilherme A.M.Lopes 1951. Lepidodexia apolinari ingår i släktet Lepidodexia och familjen köttflugor.
Artens utbredningsområde är Colombia. Inga underarter finns listade i Catalogue of Life.